# HyperDevbox Japan
 (août 2024).
Si vous disposez d'ouvrages ou d'articles de référence ou si vous connaissez des sites web de qualité traitant du thème abordé ici, merci de compléter l'article en donnant les références utiles à sa vérifiabilité et en les liant à la section « Notes et références ».
HyperDevbox Japan (anciennement appelé Hyper-Devbox ) est une société de jeux vidéo franco- japonaise créée par Carlo Perconti, l'un des fondateurs de Toka et Arcade Zone. HyperDevbox Japan développe des jeux originaux et exporte également des titres d'une plateforme à une autre. La société est désormais basée exclusivement à Tokyo au Japon. HyperDevbox Japan est connu pour sa technologie révolutionnaire développée pour la  plateforme Android avec des jeux d'arcade comme ExZeus et prochainement "Spectral Souls - Resurrection of the Ethereal Empires" (de idea Factory), le premier RPG tactique à être annoncé pour la plateforme Android.

## Travaux
- ExZeus - 2003-2009
- Pocket Pool - ( PlayStation Portable ), 2004
- Pool Party - ( Wii ), 2007
- Real SnowGlobe - ( application iPhone OS )
- LoveCatch - ( application iPhone OS )
- ExZeus 2 - ( iOS ), Android, Windows Phone, Microsoft Windows, 2012

### Travaux de portage
- Octomanie - ( Wii ), 2007